# Revista Cubana de Física
La Revista Cubana de Física es una revista sujeta a arbitraje publicada por la Sociedad Cubana de Física y la Facultad de Física de la Universidad de La Habana que aparece cada 6 meses. 
(ISSN 0253-9268 para la versión impresa; ISSN 2224-7939 para la versión electrónica).

## Áreas
El foco de esta revista tiene dos vertientes: (a) publicar investigación
científica en todos los campos de la Física, y (b) publicar artículos,
editoriales, noticias y cartas que presenten y discutan el escenario contemporáneo y
la historia de la Física en Latinoamérica y, en especial, en Cuba. La
revista publica contribuciones tanto en Español como Inglés, y son
bienvenidas desde todo el mundo. Aunque el Español es la "primera lengua" de la
revista, se han publicado números enteramente en Inglés. 
Adicionalmente a los dos números anuales, la Revista Cubana de Física publica
eventualmete resúmenes de eventos internacionales, especialmente de los Simposios de
la Sociedad Cubana de Física. 
Todos los números pueden ser consultados, y sus versiones en pdf están disponibles
en el sitio web de la revista.

## Historia e indización
El primer número de la Revista Cubana de Física apareció en 1980. La revista está indizada en las siguientes bases de datos: 
- Scopus[1]
- SPIN
- Current Physics Index
- Applied Science & Technology Index
- Emerging Sources Citation Index[2]